# 利亚姆·阿德科克
利亚姆·阿德科克（英語：Liam Adcock，1996年6月21日—），生于帕丁頓，澳大利亚男子田径运动员，2024年大洋洲田径锦标赛男子跳远金牌得主、2025年世界室内田径锦标赛男子跳远铜牌得主。他于2019年获得昆士兰大学商业与经济专业学士学位。他在回归田径运动前曾从事税务顾问的工作。2023年他移居至悉尼。